# Jean Charles Galissard de Marignac

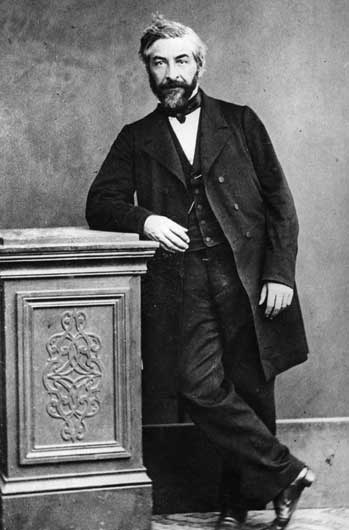
Jean Charles Galissard de Marignac

Jean-Charles Galissard de Marignac (* 24. April 1817 in Genf; † 15. April 1894 ebenda) war ein Schweizer Chemiker.

## Leben

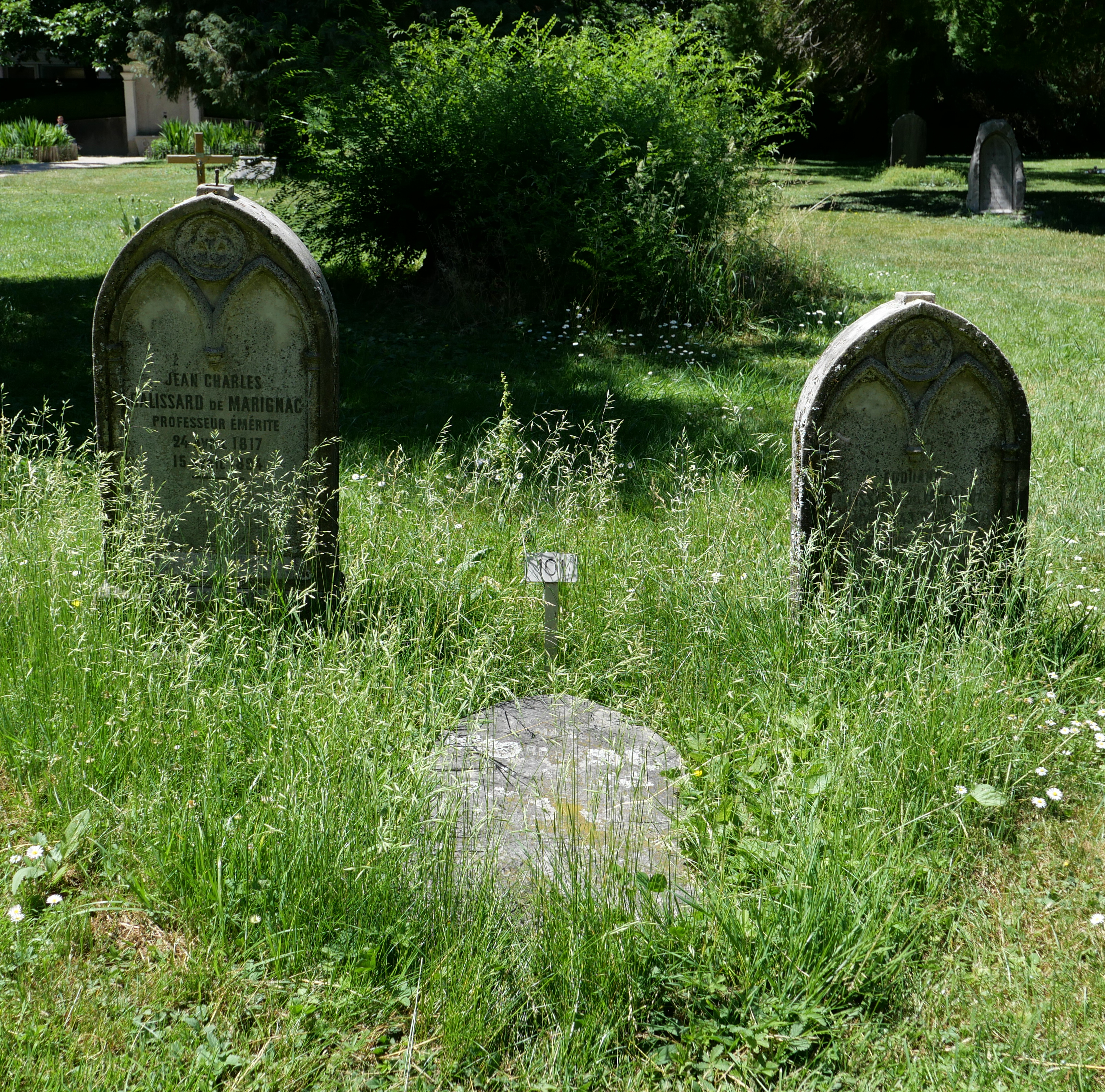
Das Familiengrab

1866 gelang es ihm, das erste industrielle Verfahren zur Trennung von Tantal und Niob auf der Basis der unterschiedlichen Löslichkeit von Fluorkomplexen auszuarbeiten.
1878 entdeckte er bei der genaueren Untersuchung von Gadolinit das Element Ytterbium.
1880 entdeckte er ein weiteres unbekanntes Element, das er provisorisch Yα nannte. Nach der Bestätigung der Entdeckung durch William Crookes und Paul Émile Lecoq de Boisbaudran, nannte Lecoq de Boisbaudran am 19. April 1886 das neue Element in Absprache mit  Marignac Gadolinium mit dem Symbol Gd.
Galissard de Marignac ist mit seiner Frau Marie, geb. Dominicé, und ihrem Sohn Edouard (1849–1871) auf dem Cimetière des Rois begraben, der als Genfer Pantheon gilt.

## Ehrungen
1881 wurde er zum auswärtigen Mitglied der Royal Society gewählt. 1886 wurde er mit der Davy-Medaille ausgezeichnet. 1887 wurde er als auswärtiges Mitglied in die Accademia Nazionale dei Lincei in Rom aufgenommen und zum Mitglied der Deutschen Akademie der Naturforscher Leopoldina gewählt. Ab 1865 war er korrespondierendes Mitglied der Preußischen Akademie der Wissenschaften, ab 1866 der Académie des sciences und ab 1868 der Göttinger Akademie der Wissenschaften; zudem wurde er 1889 mit der Aufnahme in die American Academy of Arts and Sciences geehrt.